# مينليجالي خوسينوفيتش ناديرغولوف
مينليجالي خوسينوفيتش ناديرغولوف (من مواليد 7 أكتوبر 1953، قرية إيزبولدي، مقاطعة زيلير في الجمهورية الباشكيرية السوفياتية الاشتراكية ذاتية الحكم) هو عالم فقه وناقد أدبي روسي. دكتوراه في فقه اللغة (2010). تكريم عامل ثقافة جمهورية باشكورتوستان (2007).

## سيرة
في عام 1980 تخرج من جامعة باشكير الحكومية. دكتوراه في علم اللغة (2009)، أطروحة «الأنواع التاريخية والوظيفية لأدب الباشكير (التكوين، التصنيف، الأسلوب والتقاليد).» رئيس قسم الدراسات الأدبية بمعهد التاريخ واللغة والأدب بمركز أوفا العلمي التابع لأكاديمية العلوم الروسية.
في الفترة 1981-1990 و 2009-2010 شارك في البعثات الأثرية (ما بين 1987-1989 كرئيس بعثة).
مجال المصالح العلمية - النقد الأدبي، علم الآثار، علم الأنسجة. متخصص في باشكير شيزير، أعد عددًا من المنشورات المنشورة في روسيا وتركيا. كان يعمل في مجال البحث والنشر لأعمال رضا فخر الدينوف وعبد القادر عنان وغالي سوكروي وفاضل تويكين وآخرين.

## قائمة الأعمال
مؤلف ل13 دراسة، بما في ذلك تأليف مشترك وأكثر من 100 مقالة ومنشور في مختلف المجلات العلمية والمجموعات. من بينها:
- ناديرغولوف. وصف موجز لصندوق أومبيتيف، موخاميتسالم إيشموخاميتوفيتش من أرشيف مركز أوفا العلمي التابع للأكاديمية الروسية للعلوم / نادرغولوف. - أوفا: دار النشر التابعة لمركز أوفا العلمي التابع للأكاديمية الروسية للعلوم، 1993. - 170 صفحة.
- علم الانساب من الباشكير من المجلد عمران تابين مع معلومات من مستشار الحائز والسيد موخاميتسالم إيشموخاميتوفيتش، تكملها الوثائق المتعلقة به / الترجمة إلى اللغة الباشكيرية ناديرغولوف، الترجمة إلى الروسية والتحضير للنشر. ر. بولجاكوفا - أوفا: نور بوليغرافيزدات، 1997 .-- 88 ص، 24 ص. صفة.
- مختارات أدب الباشكير: في مجلدين - أوفا: كيتاب، 1999. - T. 1. الثالث عشر - الثامن عشر قرون / شركات، المؤلفون من الدخول. المقالات ناديرغولوف، G. B. Khusainov. - 464 (في الترك القديم. والخشبة. لانج.).
- مختارات من الشعر الباشكير / مجموعة. ر. ت. بيكباييف (مؤلف المقدمة)، ج. ب. خوسينوف، م. - أوفا: كيتاب، 2001. - 816 صفحة. (اللغة الباشكيرية).
- ناديرغولوف. الأنواع التاريخية والوظيفية لأدب الباشكير (التكوين، التصنيف، التقاليد) / م. ه. نادرغولوف. - أوفا: كيتاب، 2002. - 192 صفحة.
- علم الأنساب باشكير / مجموعة، مقدمة، شرح. للكل. باللغة الروسية، النتيجة النهائية والفهارس لر. بولجاكوف ونادرغولوف. - أوفا: كيتاب، 2002. - المجلد. 1. نشر باللغة الروسية. لانج. - 480 صفحة.
- ناديرغولوف. ميزات نمط الأعمال التاريخية للباشكير من القرن السادس عشر - بداية القرن العشرين / م. ندرغولوف - أوفا: جيلم، 2004 .-- 96 ص. (باللغة الباشكيرية).
- نادرغولوف داستاني (dastany) المكتوبة / M. خ. نادرغولوف، ج. ب. خوسينوف، أ. م. سليمانوف. - أوفا: جيليم، 2006. - 163 ص. (باللغة الباشكيرية).
- عينات من نثر الباشكيري القرنالتاسع عشر - أوائل القرن العشرين / دخول المؤلف. مقالات، مندوب. إد. نادرغولوف. - أوفا: جيلم، 2006. - 194 صفحة. (باللغة الباشكيرية).
- مختارات أدب الباشكير: في مجلدين - أوفا: كيتاب، 2007. - ت. القرن التاسع عشر / شركات، مؤلفو الدخول. المقالات نادرغولوف، G. B. Khusainov، Z. Ya. Sharipova. - 388 صفحة. (باللغة الباشكيرية).
- باشكير شيزير / سوست. مؤلفو الدخول. المقالات: نادرغولوف، A. G. Salikhov؛ F. G. Khisamitdinova. - أنقرة: أنكامات، 2009 .-- 186 صفحة. (على الرأس. واللغة التركية).

مؤلف ل13 دراسة، بما في ذلك تأليف مشترك وأكثر من 100 مقالة ومنشور في مختلف المجلات العلمية والمجموعات. من بينها:
- ناديرغولوف. وصف موجز لصندوق أومبيتيف، موخاميتسالم إيشموخاميتوفيتش من أرشيف مركز أوفا العلمي التابع للأكاديمية الروسية للعلوم / نادرغولوف. - أوفا: دار النشر التابعة لمركز أوفا العلمي التابع للأكاديمية الروسية للعلوم، 1993. - 170 صفحة.
- علم الانساب من الباشكير من المجلد عمران تابين مع معلومات من مستشار الحائز والسيد موخاميتسالم إيشموخاميتوفيتش، تكملها الوثائق المتعلقة به / الترجمة إلى اللغة الباشكيرية ناديرغولوف، الترجمة إلى الروسية والتحضير للنشر. ر. بولجاكوفا - أوفا: نور بوليغرافيزدات، 1997 .-- 88 ص، 24 ص. صفة.
- مختارات أدب الباشكير: في مجلدين - أوفا: كيتاب، 1999. - T. 1. الثالث عشر - الثامن عشر قرون / شركات، المؤلفون من الدخول. المقالات ناديرغولوف، G. B. Khusainov. - 464 (في الترك القديم. والخشبة. لانج.).
- مختارات من الشعر الباشكير / مجموعة . ر. ت. بيكباييف (مؤلف المقدمة)، ج. ب. خوسينوف، م. - أوفا: كيتاب، 2001. - 816 صفحة. (اللغة الباشكيرية).
- ناديرغولوف. الأنواع التاريخية والوظيفية لأدب الباشكير (التكوين، التصنيف، التقاليد) / م. ه. نادرغولوف. - أوفا: كيتاب، 2002. - 192 صفحة.
- علم الأنساب باشكير / مجموعة، مقدمة، شرح. للكل. باللغة الروسية، النتيجة النهائية والفهارس لر. بولجاكوف ونادرغولوف. - أوفا: كيتاب، 2002. - المجلد. 1. نشر باللغة الروسية. لانج. - 480 صفحة.
- ناديرغولوف. ميزات نمط الأعمال التاريخية للباشكير من القرن السادس عشر - بداية القرن العشرين / م. ندرغولوف - أوفا: جيلم، 2004 .-- 96 ص. (باللغة الباشكيرية).
- نادرغولوف داستاني (dastany) المكتوبة / M. خ. نادرغولوف، ج. ب. خوسينوف، أ. م. سليمانوف. - أوفا: جيليم، 2006. - 163 ص. (باللغة الباشكيرية).
- عينات من نثر الباشكيري القرنالتاسع عشر - أوائل القرن العشرين / دخول المؤلف. مقالات، مندوب. إد. نادرغولوف. - أوفا: جيلم، 2006. - 194 صفحة. (باللغة الباشكيرية).
- مختارات أدب الباشكير: في مجلدين - أوفا: كيتاب، 2007. - ت. القرن التاسع عشر / شركات، مؤلفو الدخول. المقالات نادرغولوف، G. B. Khusainov، Z. Ya. Sharipova. - 388 صفحة. (باللغة الباشكيرية).
- باشكير شيزير / سوست. مؤلفو الدخول. المقالات: نادرغولوف، A. G. Salikhov؛ F. G. Khisamitdinova. - أنقرة: أنكامات، 2009 .-- 186 صفحة. (على الرأس. واللغة التركية).

## مرتبة الشرف
حصل على الدبلومات الفخرية لهيئة رئاسة الأكاديمية الروسية للعلوم، ووزارة الصحافة والإعلام الجماهيري لجمهورية بيلاروسيا، ومجلس مدينة أوفا، وشارة الشرف للجمعية الروسية للمؤرخين - الأرشيف.